# Homogenes Polynom
Ein (multivariables) Polynom heißt homogen, falls alle Monome, aus denen das Polynom besteht, den gleichen Grad haben. Homogene Polynome werden auch als Formen bezeichnet.

## Definition
Sei {\displaystyle R} ein kommutativer Ring mit Eins und {\displaystyle R[X_{1},\dotsc ,X_{n}]} der Polynomring über {\displaystyle R} in {\displaystyle n} Unbestimmten. Ein Monom ist dann ein Polynom {\displaystyle p\in R[X_{1},\dotsc ,X_{n}]}, für das ein {\displaystyle \alpha \in R} mit
{\displaystyle p=\alpha X_{1}^{i_{1}}\cdot \dots \cdot X_{n}^{i_{n}}}
existiert. Der Grad dieses Monoms ist
{\displaystyle \mathrm {deg} (p)=i_{1}+\dotsb +i_{n}.}
Ein Polynom in {\displaystyle R[X_{1},\dotsc ,X_{n}]} wird homogen genannt, wenn es eine Summe von Monomen gleichen Grades ist.

## Eigenschaften
- {\displaystyle f\in R[X_{1},\dotsc ,X_{n}]} ist genau dann homogen vom Grad {\displaystyle k}, wenn in {\displaystyle R[X_{1},\dotsc ,X_{n}][T]} gilt:[1]
{\displaystyle f(TX_{1},\dotsc ,TX_{n})=T^{k}\cdot f(X_{1},\dotsc ,X_{n})}
- Seien {\displaystyle R} ein Integritätsring und {\displaystyle f,g,h\in R[X_{1},\dotsc ,X_{n}]} mit {\displaystyle f=gh}. Dann gilt die Implikation
{\displaystyle g} und {\displaystyle h} sind homogen {\displaystyle \implies } {\displaystyle f} ist homogen.
- Fordert man zusätzlich {\displaystyle g,h\neq 0\in R[X_{1},\dotsc ,X_{n}]}, ist sogar die Äquivalenz erfüllt:
{\displaystyle g} und {\displaystyle h} sind homogen {\displaystyle \Longleftrightarrow } {\displaystyle f} ist homogen.

## Beispiele
- Jedes Monom ist homogen.
- Die Menge aller homogenen Polynome in {\displaystyle R[X]}, dem Polynomring in einer Variablen über {\displaystyle R}, ist gegeben durch
{\displaystyle \{aX^{n}\;\mid \;a\in R,\;n\in \mathbb {N} \cup \{0\}\}.}
- Einfache Beispiele für homogene Polynome in {\displaystyle \mathbb {Z} [X,Y]} (siehe ganze Zahlen):
  - {\displaystyle X^{4}-Y^{4}} ist homogen wegen {\displaystyle \deg(X^{4})=\deg(Y^{4})=4.}
  - {\displaystyle X^{7}+5X^{3}Y^{4}+XY^{6}} ist homogen wegen {\displaystyle \deg(X^{7})=\deg(X^{3}Y^{4})=\deg(XY^{6})=7.}
- Beispiele für nicht-homogene Polynome in {\displaystyle \mathbb {Q} [X,Y,Z]} (siehe rationale Zahlen):
  - {\displaystyle X^{4}Z-{\frac {3}{4}}YZ^{2}} ist nicht homogen wegen {\displaystyle \deg(X^{4}Z)=5\neq 3=\deg(YZ^{2}).}
  - {\displaystyle X^{3}Y^{3}Z^{2}-3X^{2}Y^{6}-{\frac {7}{3}}Y^{5}} ist nicht homogen wegen {\displaystyle \deg(X^{3}Y^{3}Z^{2})=\deg(X^{2}Y^{6})=8} und {\displaystyle \deg(Y^{5})=5.}

## Graduierung
Jedes Polynom lässt sich auf eindeutige Weise als Summe von homogenen Polynomen verschiedenen Grades schreiben, indem man alle Monome gleichen Grades zusammenfasst. Der Polynomring lässt sich also als eine direkte Summe schreiben:
{\displaystyle R[X_{1},\dotsc ,X_{n}]=\bigoplus _{d\geq 0}A_{d},}
wobei
{\displaystyle A_{d}=\bigoplus _{e_{1}+\dotsb +e_{n}=d,\ e_{i}\geq 0}R\cdot X_{1}^{e_{1}}\cdot \dots \cdot X_{n}^{e_{n}}}
die Menge der homogenen Polynome vom Grad {\displaystyle d} zusammen mit dem Nullpolynom ist. Es gilt
{\displaystyle A_{d}\cdot A_{d'}\subseteq A_{d+d'},}
der Polynomring ist also ein graduierter Ring.

## Verallgemeinerung
Allgemein heißen in einem graduierten Ring
{\displaystyle \bigoplus _{d\geq 0}A_{d}}
die Elemente aus {\displaystyle A_{d}} homogen vom Grad {\displaystyle d}.